# Crystal Lady
A Crystal Lady Olivia Newton-John első Japánban megjelent válogatásalbuma, mely korai folk és country jellegű sikereit tartalmazza. Az album kizárólag Japánban és egyetlen alkalommal került kiadásra különleges minőségű dupla hanglemezen, dombornyomott aranyszínű borítóval. Az album Japánban a 16. helyezésig jutott. Mára nehezen beszerezhető ritkaság.

## Az album dalai
1. lemez „A” oldal
- If not for you
- It's so hard to say Goodbye
- Would you follow me
- A small and lonely light
- Banks of the Ohio
- Where are you going to my love
- Just a little too much
- Maybe then I'll think of you

1. lemez „B” oldal
- Me and Bobby McGee
- If
- In a station
- Help me make it through the night
- Lullaby
- If you could read my mind
- If I gotta leave
- Take me home country roads

2. lemez „A” oldal
- If we only have love
- My old man's got a gun
- Mary Skeffington
- Angel of the morning
- Why don't you write me
- Behind that locked door
- Living in harmony
- I will touch you

2. lemez „B” oldal
- Heartbreaker
- Rosewater
- Feeling best
- Being on the losing end
- You ain't got the right
- Leaving
- Let me be there
- If we try

## Borító
Az album igényes kidolgozású borítóval került kiadásra. Az aranyszínű, fémes hatású borítón a feliratok dombornyomottak. A fő oldalon egy 1976-ból származó Olivia portré látható, hátul a számok listája. A kihajtható borító belső oldalán egy 1971-ből való egész alakos fotó látható, mely azonos az első If Not For You című album fotójával, de más kivágásban. A lemezek belső borítói azonosak Olivia második, Olivia című lemezének borítójával, hátsó oldalukon a dalszövegek vannak. Címkéje az akkoriban szokásos EMI lemezcímke.

## Kiadás
Toshiba-EMI EMS 65001-2